# بت خیله وسطی
بت خیله وسطی (به انگلیسی: Middle Batkhela) یک منطقهٔ مسکونی در پاکستان است که در خیبر پختونخوا واقع شده‌است.